# Čabany
Čabany (in ucraino Чабани?) è un insediamento rurale ucraino (5334 abitanti) nel distretto di Fastiv, nell'oblast' di Kiev. Ospita l'amministrazione della comunità territoriale di Čabany, una delle comunità territoriali dell'Ucraina.
Fino al 18 luglio 2020 Čabany faceva parte del distretto di Kiev-Svjatošyn, abolito come parte della riforma amministrativa dell'Ucraina, che ha ridotto a sette il numero dei distretti dell'oblast' di Kiev. L'area del distretto di Kiev-Svjatošyn è stata suddivisa fra il distretto di Buča, il distretto di Fastiv e il distretto di Obuchiv e Čabany è stata trasferita al distretto di Fastiv.
Fino al 26 gennaio 2024 Čabany era classificata come insediamento di tipo urbano. Da tale data è entrata in vigore una nuova legge che ha abolito questo status e Čabany è stata riclassificata come insediamento rurale,